# Birdy
Birdy je film iz leta 1984, ki ga je režiral Alan Parker. Glavna igralca sta Matthew Modine in Nicolas Cage.

## Zgodba
Film govori o dveh dobrih prijateljih, katerima je vojna v Vietnamu spremenila življenje. Eden je utrpel strašansko poškodbo obraza, drugi pa se je vojni izognil, tako da se mu je pred tem zmešalo. Potem se skozi film vidi, kako sta kot mlada postala prijatelja. Posebnost enega, Birdy (Matthew Modine) po imenu, pa je, da obožuje ptiče. Tako je v mladosti večkrat poizkusil leteti, imel pa je tudi dva kanarčka. In po vojni se prijatelja spet srečata v bolnici, kjer je Birdy. Sergeant Al Columbato (Nicolas Cage) je bil poklican v to bolnico, da bi kot Birdyjev najboljši prijatelj pomagal pri okrevanju. Birdy pa noče govoriti in sedi v svoji sobi v nenavadnih položajih in Sergeant Al Columbato ugotovi, da je le postal ptič. Na koncu filma Birdy spet postane normalen in skupaj pobegneta iz bolnice, kjer so ju hoteli imeti oba zaprta.

## Igralci
| Igralci in igralke  | Imena v filmu         |
| ------------------- | --------------------- |
| Matthew Modine      | Birdy                 |
| Nicolas Cage        | Sergeant Al Columbato |
| John Harkins        | Doctor Major Weiss    |
| Sandy Baron         | Mr. Columbato         |
| Karen Young         | Hannah Rourke         |
| Bruno Kirby         | Renaldi               |
| Nancy Fish          | Mrs. Prevost          |
| George Buck         | Walt, Birdyev oče     |
| Dolores Sage        | Birdyeva mama         |
| Robert L. Ryan      | Joe Sagessa           |
| James Santini       | Mario Columbato       |
| Maud Winchester     | Doris Robinson        |
| Marshall Bell       | Ronsky                |
| Elizabeth Whitcraft | Rosanne               |
| Sandra Beall        | Shirley               |

## Nagrade in nominacije
V letu 1985 je prejel veliko nagrado žirije in nominacijo za zlato palmo na filmskem festivalu v Cannesu, leta 1987 pa še nagrado občinstva na filmskem festivalu v Varšavi. 	